# فیسکرتون، لینکلن‌شر
فیسکرتون (به انگلیسی: Fiskerton) یک روستا و محله مدنی در بریتانیا است که در West Lindsey واقع شده‌است. فیسکرتون ۱٬۲۰۹ نفر جمعیت دارد.